# Alapold
Alapold († 1. Juni 1013) war von 1001 oder 1006 bis 1013 erster Abt des Benediktinerklosters in Münsterschwarzach nach der Zeit der Kommendataräbte.

## Münsterschwarzach vor Alapold
Das Kloster in Münsterschwarzach war bis in die zweite Hälfte des 9. Jahrhunderts ein Frauenkloster, das vor allem dem fränkischen Adelsgeschlecht der Mattonen als Versorgungsinstitut ihrer zweitgeborenen Töchter diente. Bis etwa 877 sicherten sich allerdings die Bischöfe von Würzburg die Macht über die Frauenabtei an der Schwarzach. In diesem Jahr zogen auch die Mönche des Klosters Megingaudshausen im Steigerwald in die leerstehenden Klostergebäude.
Während des 10. Jahrhunderts nahmen dann die Spannungen zwischen den Bischöfen in Würzburg und dem weitverzweigten Mattonengeschlecht wieder zu. In dieser Zeit lebten kaum noch Mönche in den Klostergebäuden, Äbte sind nicht überliefert. Falls einige von ihnen in dieser Zeit dem Kloster vorstanden, so weilten sie als Kommendataräbte weit entfernt. Erst 993, 995 und 1003 bestätigte der Kaiser Bischof Bernward den Besitz des Klosters. Nun wurden die Äbte vom Bistum Würzburg eingesetzt.

## Leben
Über Abt Alapolds Geburt und Jugend ist nichts bekannt. Nach Münsterschwarzach kam er aus dem Kloster St. Emmeram in Regensburg, wo er Schüler des berühmten Reformabtes Ramwold, einem Vertreter des Reichsmönchtums, gewesen ist. Durch diese Angabe lassen sich Rückschlüsse auf Alapolds Zeit in Regensburg ziehen: Ramwold starb im Jahr 1000, dies bedeutet, dass Alapold vor diesem Jahr bereits einige Zeit in Regensburg Mönch gewesen sein muss.
Nach Münsterschwarzach kam er, als er im Jahr 1001 oder 1006 von Bischof Heinrich zum ersten Abt berufen wurde. Heinrich war Förderer der Gorzer Reformbewegung, die eine Erneuerung des monastischen Lebens anstrebte. Gleichzeitig versuchte er durch die Reaktivierung der ehemals bischöflichen Eigenklöster seine Macht auszubauen. Alapold kam mit 13 Mönchen aus Regensburg und begann sogleich mit der Erneuerung des Klosterlebens an der Schwarzach.
Hierzu zählte auch die Gebets- und Totenverbrüderung mit seiner ehemaligen Abtei. Durch dieses Mittel versuchten die Klöster sich untereinander zu organisieren und so ein Gegengewicht zu ihren weltlichen oder geistlichen Herren aufzubauen. Ein Glücksfall für den neuen Abt waren indessen die Schenkungen von König Heinrich II., der dem Kloster auf Betreiben seiner Frau Kunigunde mehrere Gutshöfe zukommen ließ.
Auch Bischof Heinrich investierte in „sein“ Kloster. Er ließ neue Wohngebäude für den Konvent errichten und beseitigte die Ruinen der Vorgängerbauten. Außerdem gelang es ihm die früheren Privilegien, die die Gemeinschaft in der Umgebung besessen hatte, wieder zu erlangen. Ziel dieser Unterstützung war allerdings auch die Unterordnung des Klosters unter seinen neuen Herren. Abt Alapold starb am 1. Juni 1013.